# Ванцлер, Джозеф
Джозеф Ванцлер (Йозеф «Усик» Ванцлер, псевдоним Джон Г. Райт (англ. John G. Wright), 29 ноября 1901 года, Самарканд, Туркестанское генерал-губернаторство, Российская империя — 21 июня 1956 года, Нью-Йорк, США) — американский социалист и переводчик. Известен под псевдонимом Джон Г. Райт как переводчик работ Льва Троцкого, которые помогли усилить влияние троцкистского движения в англоязычном мире.

## Биография

### Ранние годы
Джозеф Ванцлер по прозвищу «Усик», родился в 1901 году в Самарканде, Туркестанское генерал- губернаторство, Российская империя (ныне Узбекистан). Его отец был стекольщиком и имел стекольную мастерскую на Джамской улице, 12.
В Самарканде Джозеф учился в русскоязычной школе, где изучал различные языки, в том числе русский, латынь, греческий и французский. Джозеф достиг высокого уровня в изучение иностранных языков, что послужило основой его будущей профессии переводчика.
После Первой мировой войны Джозеф Ванцлер и его мать эмигрировали в Бостон. С 1919 по 1923 год и с 1925 по 1926 года Ванцлер изучал химию в Гарвардском университете, но проявлял большой интерес к литературе, классической философии и диалектике. Джозеф Ванцлер разработал формулу противозачаточного желе в качестве меры контроля рождаемости и основал маленький бизнес по производству и продаже этого желе.
В 1920-х годах Ванцлер женился на Эдит Роуз Коников, дочери активистки движения по контролю за рождаемостью и члена-основателя Коммунистической партии Америки доктора Антуанетты Коников. Под влиянием своей жены и свекрови Ванцлер заинтересовался марксистскими и радикальными революционными идеями.

### Политическая карьера
В 1933 году Ванцлер вступил в американскую троцкистскую политическую организацию Коммунистическая лига Америки. В Коммунистической лиге Америки Ванцлер начал использовать псевдоним Джон Г. Райт, а друзья, родственники и товарищи ласково называли его «Усиком». Под псевдонимом Джон Райт он начал делать переводы трудов Льва Троцкого с русского и французского языка на английский.
В 1938 году Ванцлер был одним из основателей Социалистической рабочей партии США. Он являлся членом национального комитета Социалистической рабочей партии США с 1938 по 1956 год.
Ванцлер написал несколько сотен статей в еженедельной газете Социалистической рабочей партии США «The Militant» и в ежемесячном теоретическом журнале «New International».
Джозеф Ванцлер скончался от сердечного приступа 21 июня 1956 года в Нью-Йорке.

## Творчество

### Сочинения
- The Truth About Kronstadt. New York: Socialist Workers Party National Educational Department, n.d., 1938[4].
- Outline History of Russian Bolshevism. With Joe Hansen. New York: Educational Department, Socialist Workers Party, 1940.

### Переводы
- Leon Trotsky, The Kirov Assassination. New York: Pioneer Publishers, 1935.
- Leon Trotsky, The Third International After Lenin. New York: Pioneer Publishers, 1936.
- Leon Trotsky, Whither France? New York: Pioneer Publishers, 1936.
- Leon Trotsky, Lessons of October. New York: Pioneer Publishers, 1937.
- Leon Trotsky, The Stalin School of Falsification. New York: Pioneer Publishers, 1937.
- Leon Trotsky, The First Five Years of the Communist International. In two volumes. New York: Pioneer Publishers, 1945.
- Leon Trotsky, Struggle for the Fourth International, 1946[5].